# Japanische Badmintonmeisterschaft 1952
Die Japanische Badmintonmeisterschaft 1952 war die sechste Austragung der nationalen Titelkämpfe im Badminton in Japan. Sie fand in Niigata statt.	

## Titelträger
| Disziplin    | Sieger                        |
| ------------ | ----------------------------- |
| Herreneinzel | Toshihide Hirota              |
| Dameneinzel  | Mitsuko Yoshida               |
| Herrendoppel | Hideo Yoshioka Koichi Fuji    |
| Damendoppel  | Fumiko Endō Tomiko Arakawa    |
| Mixed        | Hirotoshi Shibuya Nobu Kojima |